# 한국은행 광주전남본부

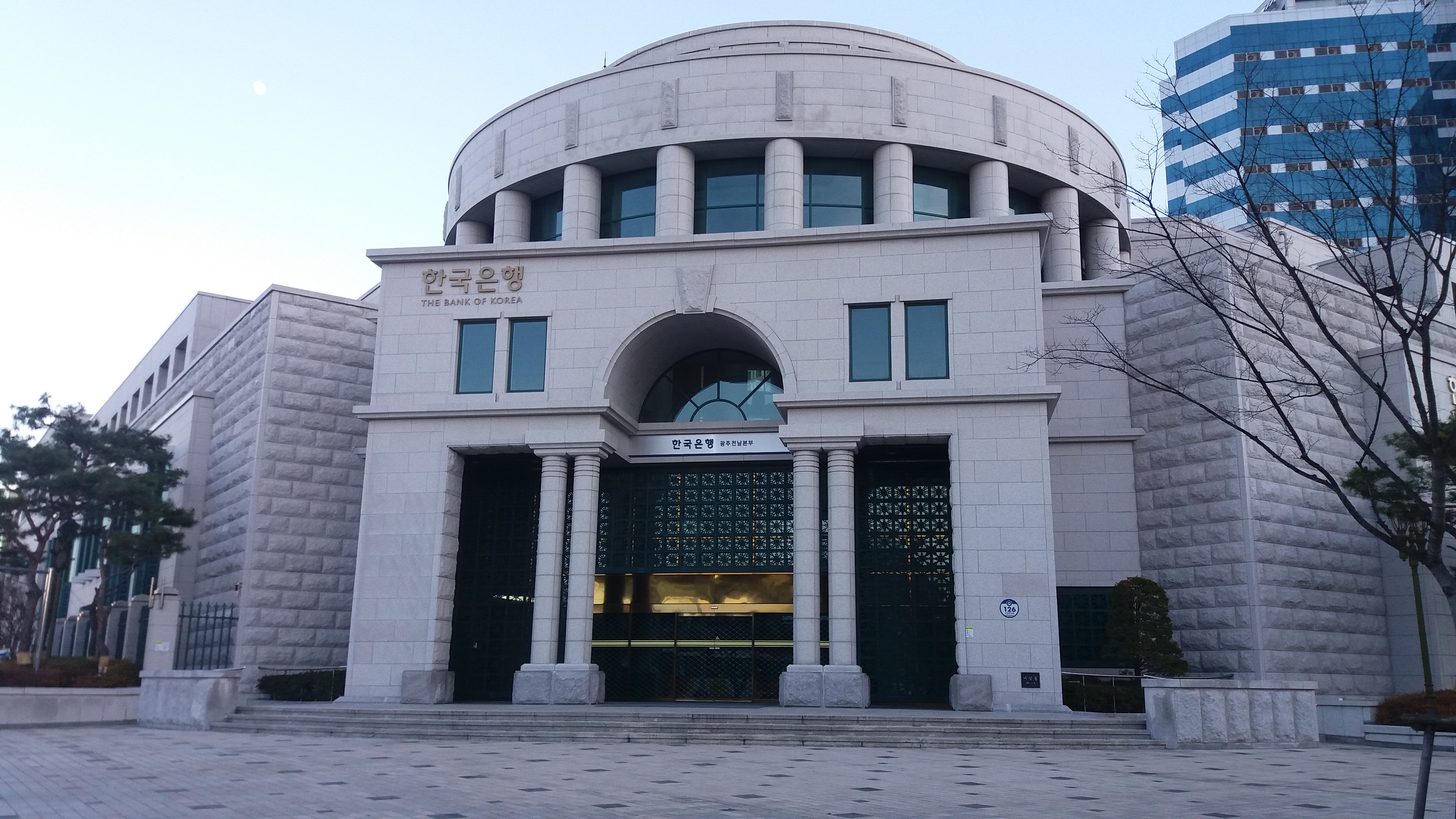
한국은행 광주전남본부

한국은행 광주전남본부는 지역경제 조사·연구, 금융기관 예금·대출, 중소기업 자금지원, 화폐의 발행·환수, 경제교육 등 다양한 업무를 통해 광주·전남지역 경제의 건전한 발전을 위하여 1950년 6월 12일 한국은행 창립과 동시에 설립된 한국은행의 지역본부이다. 광주광역시 서구 상무중앙로 126 (치평동 1202)에 위치하고 있다.

## 연혁
- 1950년 6월 한국은행 창립과 동시에 한국은행 광주지점 설립
- 1971년 9월 여수사무소 설치
- 1993년 1월 순천사무소 설치
- 1997년 3월 여수사무소를 여수분실로 축소
- 1997년 4월 순천사무소 자가사옥 신축이전
- 1999년 7월 여수분실 폐쇄
- 1999년 11월 현 행사 신축 이전(서구 상무지구)
- 2002년 1월 10일 한국은행 광주지점에서 한국은행 광주전남본부로 명칭 변경
- 2003년 4월 2일 기획조사팀을 기획조사실로 확대 개편(기획홍보팀과 경제조사팀 신설)
- 2007년 2월 28일 발권팀, 업무팀으로 통합
- 2007년 3월 1일 순천지점 폐쇄

## 조직 및 업무

### 한국은행 광주전남본부장
- 총무팀 : 지역본부업무의 원활한 수행을 지원하는 총무업무 수행
- 기획조사실 : 지역경제 및 금융에 관한 각종 통계를 작성하고, 조사연구 활동을 수행하는 한편 지역사회에 대하여 금융경제 정보 제공
- 업무팀 : 은행을 통하여 지역경제발전에 필요한 자금을 지원하고, 정부를 대신하 여 국가의 돈(국고금)을 관리은행을 대상으로 화폐를 발행하거나 환수함으로써 실물경제활동에 필요한 적정 규모의 화폐를 공급하고, 더러운 돈, 찢어진 돈, 불에 탄 돈 또는 잔돈 교환
- 화폐관리팀 : 은행을 통하여 환수된 화폐를 사용화폐와 손상화폐로 구분하여 손상화폐를 폐기
- 종합경제안내센터 : 한국은행 광주전남본부는 통화금융, 국민계정, 국제수지, 물가 등 한국은행 본·지역본부에서 발간하는 각종 자료와 기타 경제관련 자료를 수집, 비치하는 한편 이와 관련한 문의에 대한 응답, 자료 열람, 복사 등의 서비스를 제공하고 있다.
- 중소기업애로상담

## 관할 구역
한국은행 광주전남본부는 광주광역시와 전라남도 4개시 및 9개군을 대상으로 중앙은행 업무를 수행하고 있다.
- 4개시 : 여수시, 순천시, 광양시, 나주시
- 9개군 : 장성군, 영광군, 화순군, 담양군, 곡성군, 구례군, 함평군, 보성군, 고흥군(단, 조사통계업무 대상지역은 광주광역시와 전라남도 전지역임)

## 같이 보기
- 중앙은행
- 한국은행
- 세계은행
- 유럽중앙은행
- 연방준비제도
- 한국산업은행
- 한국수출입은행
- 중소기업은행
- 광주은행